# Lautlose Waffen
Lautlose Waffen (Originaltitel: L’Espion) ist ein Spionagethriller aus dem Jahr 1966, in der Tradition von Filmen wie Der Spion, der aus der Kälte kam.

## Handlung
Der amerikanische Wissenschaftler Prof. James Bower wird während seines Urlaubsaufenthaltes in Ostdeutschland von dem CIA-Agenten Adam dazu rekrutiert, einen sowjetischen Mikrofilm nach Westdeutschland zu schmuggeln. Verfolgt wird er hierbei von Peter Heinzmann, einem Überläufer, der für die OGPU arbeitet.
Die Informationen auf dem Film erweisen sich als veraltet, dennoch muss Bower wegen des Verfolgers um sein Leben fürchten. Hilfe bekommt er von Frieda Hoffmann, der Krankenschwester seines Spionage-Kontaktes.

## Kritiken
„Um psychologische Differenzierung bemühter, aber stilistisch unsicherer und nur mäßig spannender Agentenfilm.“

„Ein Film mit bekannten Namen, der aber weder der Machart noch der Behandlung der angeschnittenen politischen Problematik genügend Sorgfalt angedeihen läßt. Daher uninteressant.“

## Hintergrund
- Der Regisseur nahm sich aufgrund einer unerfüllten Liebe zu seiner verheirateten Script-Mitarbeiterin wenige Monate nach Abschluss der Dreharbeiten das Leben.
- Für die Rolle der Frieda Hofmann waren unter anderem Leslie Caron und Simone Signoret vorgesehen gewesen.
- Es handelt sich um Montgomery Clifts letzten Film.
- Clift nahm die Rolle nur an, um nach vier Jahren Kino-Abstinenz zu zeigen, dass er noch in der Lage war, als Schauspieler zu arbeiten.
- Clift führte seine Stunts selbst aus und wäre deswegen beinahe in der Donau ertrunken.